# Cabildo Insular de Lanzarote
El Cabildo de Lanzarote y La Graciosa es el órgano de gobierno de las islas de Lanzarote y La Graciosa
Como todos los cabildos, fue formado a partir de la Ley de Cabildos de 1912, y es la forma gubernativa y administrativa propia de las Islas Canarias, que cumple dos funciones principalmente. Por una parte, presta servicios y ejerce competencias propias de la comunidad autónoma y por otra, es la entidad local que gobierna la isla. La jurisdicción del cabildo también incluye a la isla de La Graciosa y todo el archipiélago Chinijo.

## Presidentes del Cabildo de Lanzarote
- Domingo Armas Martinón: 16 de marzo de 1913 - 1 de enero de 1916
- Rafael Ramírez Vega: 1 de enero de 1916 - 3 de enero de 1918
- Francisco Hernández Arata: 3 de enero de 1918 - 1 de abril de 1920
- Fernando Cerdeña Bethencourt: 1 de abril de 1920 - 30 de enero de 1924
- Adolfo Topham Martinón: 30 de enero de 1924 - 16 de abril de 1924 (?)
- Rafael Cabrera Martinón 1 de abril de 1924 - 1 de febrero de 1926
- Carlos Sáenz Infante: 1 de febrero de 1926 - 6 de abril de 1930
- Fernando Cerdeña Bethencourt (2.ª vez): 6 de abril de 1930 - 15 de abril de 1931
- Casto Martínez González: 15 de abril de 1931 - 16 de abril de 1931
- Tomás Lubary González: 16 de abril de 1931 - 4 de mayo de 1931
- Carlos Franquis Gil: 4 de mayo de 1931 - 3 de octubre de 1931
- José López Betancort: 3 de octubre de 1931 - 31 de agosto de 1933
- Sebastián Velázquez Cabrera 31 de agosto de 1933 - 22 de abril de 1935
- José Bethencourt González 22 de abril de 1935 - 7 de marzo de 1936
- Félix Pérez Camacho: 7 de marzo de 1936 - 1 de agosto de 1936
- José Bethencourt González (2.ª vez): 1 de agosto de 1936 - 3 de agosto de 1936
- Miguel Cabrera Martinón 3 de agosto de 1936 - 3 de diciembre de 1936
- Manuel Arencibia Suárez 3 de diciembre de 1936 - 30 de marzo de 1938
- Isidro López Socas: 30 de marzo de 1938 - 28 de septiembre de 1938
- Augusto Lorenzo Quintana: 28 de septiembre de 1938 - 13 de octubre de 1949
- José María de Paíz García: 13 de octubre de 1949 - 23 de abril de 1951
- Francisco Matallana Cabrera: 23 de abril de 1951 - 2 de agosto de 1953
- Bonifacio Villalobos Guerrero: 2 de agosto de 1953 - 23 de agosto de 1955
- Esteban Armas García: 23 de agosto de 1955 - 8 de febrero de 1960
- José Ramírez Cerdá: 8 de febrero de 1960 - 20 de septiembre de 1974
- Francisco Gómez Ruiz: 20 de septiembre de 1974 - 23 de abril de 1977
- Agustín Acosta Cruz: 23 de abril de 1977 - 10 de octubre de 1978
- Nicolás de Páiz Pereyra: 10 de octubre de 1978 - 19 de abril de 1979

Etapa democrática
| Presidente                       | Inicio del mandato      | Fin del mandato         | Partido | Partido | Partido                                      |
| Antonio Lorenzo Martín           | 19 de abril de 1979     | 23 de mayo de 1983      |         |         | Unión de Centro Democrático (UCD)            |
| Enrique Pérez Parrilla           | 23 de mayo de 1983      | 30 de junio de 1987     |         |         | Partido Socialista Obrero Español (PSOE)     |
| Nicolás de Páiz Pereyra          | 30 de junio de 1987     | 21 de junio de 1991     |         |         | Centro Democrático y Social (CDS)            |
| Dimas Martín Martín              | 21 de junio de 1991     | 7 de agosto de 1993     |         |         | Partido de Independientes de Lanzarote (PIL) |
| Sebastiana Perera Brito          | 7 de agosto de 1993     | 21 de junio de 1994     |         |         | Partido de Independientes de Lanzarote (PIL) |
| Enrique Pérez Parrilla           | 21 de junio de 1994     | 23 de junio de 1995     |         |         | Partido Socialista Obrero Español (PSOE)     |
| Juan Carlos Becerra Robayna      | 23 de junio de 1995     | 6 de septiembre de 1996 |         |         | Partido de Independientes de Lanzarote (PIL) |
| Pedro Manuel de Armas San Ginés  | 6 de septiembre de 1996 | 10 de marzo de 1997     |         |         | Partido de Independientes de Lanzarote (PIL) |
| Enrique Pérez Parrilla           | 10 de marzo de 1997     | 21 de junio de 2003     |         |         | Partido Socialista Obrero Español (PSOE)     |
| Dimas Martín Martín              | 21 de junio de 2003     | 14 de julio de 2004     |         |         | Partido de Independientes de Lanzarote (PIL) |
| Mario Pérez Hernández            | 10 de enero de 2004     | 26 de julio de 2004     |         |         | Coalición Canaria (CC)                       |
| María José Docal Serrano         | 26 de julio de 2004     | 18 de febrero de 2005   |         |         | Partido de Independientes de Lanzarote (PIL) |
| Plácida Guerra Cabrera           | 18 de febrero de 2005   | 23 de febrero de 2005   |         |         | Partido de Independientes de Lanzarote (PIL) |
| Francisco Domingo Cabrera García | 23 de febrero de 2005   | 14 de junio de 2005     |         |         | Partido Popular (PP)                         |
| María Dolores Luzardo de León    | 14 de junio de 2005     | 30 de junio de 2005     |         |         | Partido Popular (PP)                         |
| Inés Nieves Rojas de León        | 30 de junio de 2005     | 22 de junio de 2007     |         |         | Coalición Canaria (CC)                       |
| Manuela Armas Rodríguez          | 22 de junio de 2007     | 17 de octubre de 2009   |         |         | Partido Socialista Obrero Español (PSOE)     |
| Pedro San Ginés Gutiérrez        | 17 de octubre de 2009   | 27 de junio de 2019     |         |         | Coalición Canaria (CC)                       |
| Dolores Corujo                   | 27 de junio de 2019     | 26 de junio de 2023     |         |         | Partido Socialista Obrero Español (PSOE)     |
| Oswaldo Betancort                | 26 de junio de 2023     | Actualmente en el cargo |         |         | Coalición Canaria (CC)                       |